# Halász Géza (orvos)
Dabasi Halász Géza, olykor Gejza (Alsódabas, Pest megye, 1816. november 16. – Budapest, 1888. augusztus 22.) orvosdoktor, országgyűlési képviselő, a Magyar Tudományos Akadémia levelező tagja.

## Élete
Tanulmányait a kunszentmiklósi református gimnáziumban kezdte; a bölcseletet a kecskeméti református főiskolában, majd az orvosi szakot a pesti és a bécsi egyetemen végezte. Orvosi gyakorlatra Pesten telepedett meg. Szaktudományában kiváló figyelmet és szorgalmat fordított a ragályos betegségekre, azok közt különösen a kolerára, s első érdemeit a fővárosban az 1830-as évek második és az 1840-es évek első felében többször uralkodott kolera alkalmával szerezte. Pest városnak sok ideig kerületi főorvosa volt. Ez állásában érdemeit kitűnő mértékben szaporította az 1872–1873-ban uralkodott kolerajárvány elfojtása körül kifejtett buzgóságával. A magyar orvosok és természetvizsgálók 1876-ban Fiuméban tartott XIV. nagygyűlésének alelnöke volt. Midőn Pest, Buda és Óbuda 1873-ban egy várossá egyesült, lemondott állásáról, és orvosi praxisával is felhagyva nyugalomba vonult. Mint bizottsági tag azonban ezután is, egészen haláláig élénk részt vett a főváros közügyeiben. Majd az 1881–1884-es országgyűlésre Pest megye ráckevei kerülete küldötte képviselőjének. Itt a függetlenségi párton foglalt helyet, melynek vezéralakjai közé emelkedett. Előző tényező volt ehhez Kossuth Lajos édesatyja, Kossuth László fölött mondott emlékbeszéde, melyet annak síremléke leleplezése ünnepélyén Alsódabason 1880. június 13-án mondott el (megjelent a hírlapokban és külön is). A Magyar Tudományos Akadémia 1863. január 13-án választotta levelező tagjának. Több törvényhatóság tiszteletbeli főorvosa, az első magyar általános biztosító társaság központi orvostanácsosa, Pest-Pilis-Solt-Kis-Kún vármegye közegészségi bizottságának elnöke, a magyar orvosok és természetvizsgálók nagygyűlésének alapító s több tudományos egyesület rendes tagja volt. Meghalt 1888. augusztus 22-én Budapesten. A Magyar Tudományos Akadémiára ötszáz forintot hagyott.
Cikkei az Orvosi Tárban (1839. Helyettes elválasztás, 1842. A magyar orvosok és természetvizsgálók 3. nagygyűlése Besztercén, 1843. Vázlatos előadás a pesti egyetemen orvosok kiképezésére rendeltetett kórodáról 1841-42. iskolai évben, A magyar orvosok és természetvizsgálók 4. nagygyűlése Temesvárott, 1844. Ugyanazok 5. nagygyűlése Kolozsvárt és akkor tartott előadása. 1846. Az orvosok Pécsett tartott 6. nagygyűlése orvosszaki működéseiről, 1848. Orvoskari jegyzőkönyv, A magyar orvos-sebész tanári kar 1848-ban tartott ülésének jegyzőkönyve), a Magyar orv. és term.-vizsgálók Munkálataiban (VI. 1845. Az eddigi magyar természetvizsgálói gyűlések történetei és hasznai, XIV. 1869. Alelnöki beszéde a magyar orvosok és természetvizsgálók Fiuméban tartott XIV. nagygyűlésén, Emlékbeszéd dr. Balassa János felett. XVI. 1872. A pesti himlőjárványról 1873-ban, XIX. 1878. Dr. Pólya József életrajza), a Gyógyászatban (1865. Az életbiztosítás, 1869. A magyar orvosok és természetvizsgálók eddigi működésének főmozzanatai, 1872. Ismételt figyelmeztetés a védhimlő-ojtásra és egyéb a himlő ellen alkalmazott és továbbra is alkalmazandó eljárásra, 1873. Tiszti főorvosi javaslat a himlő terjedése ellen, A cholera-járvány Pesten 1872-ben és könyvismertetések), az Államorvosban (1871. Tiszti főorvosi hivatalos jelentések a Pesten észlelt sebészeti s közegészségi viszonyokról, 1872. A soroksári Duna-ág elzárása, Sz. k. Pestváros óvóintézkedései a cholerajárvány ellen, Tiszti főorvosi hiv. jelentés a Pesten észlelt sebészeti s közegészségi viszonyokról, 1873-ban ugyanaz), a M. Akad. Értesítő Math. és Természettudományi Közlönyben (V. 1865. Az életbiztosítás tudományos, különösen orvosi szempontból), a Pesti Naplóban (1865. 199-204. sz. A magyar orvosok és természetvizsgálók XI. nagygyűlése Pozsonyban). Országgyűlési beszédei közül: Az 1881. november 18. a Torna- és Abaujmegyék egyesítéséről szóló törvényjavaslatra vonatkozó beszéde Tornamegyének további fennállása mellett (Napló I. 1881.), A magyar királyi csendőrség felállítására vonatkozó 1882. március 9-én tartott beszéde (1882. IV. k.)

## Munkái
- Orvostudori értekezés a kopogtatás és hallgatódzásról. Pest, 1841. (Latin címmel is.)
- Az első magyar általános biztosító társaság életbiztosító osztályánál az orvosi eljárásra vonatkozó utasítás, ügymenet, bizonyítványok, a hely népességi s egészségi viszonyainak statistikai összeállítása. Pest, 1860.
- Emlékirat a pesti kir. m. természettudomány-egyetem orvoskara ügyében. Buda, év n. (Többekkel együtt.)
- A kholerajárvány Pesten az 1872. évben. Pest, 1873.
- A Budapesten uralgott járványos betegségek történelme, különös tekintettel a cholerára, egy térképpel és két rajzolati táblával. Bpest, 1879. (Különnyomat a Budapest és környéke természetrajzi orvosi és közművelődési leírása II. részéből.)
- Halász Géza a ráczkevei kerület képviselőjének az országgyűlésen 1882. máj. 20. tartott beszéde a bosnyák politikáról. Bpest, 1882.

Szerkesztette a magyar orvosok és természetvizsgálók Kassa–Eperjesen 1846-ban tartott VII. és a Sopronban 1847-ben tartott VIII. nagygyűlésének történeti vázlatát és munkálatait. (Pest, 1847. és 1863.)